# Tadeusz Boy-Żeleński

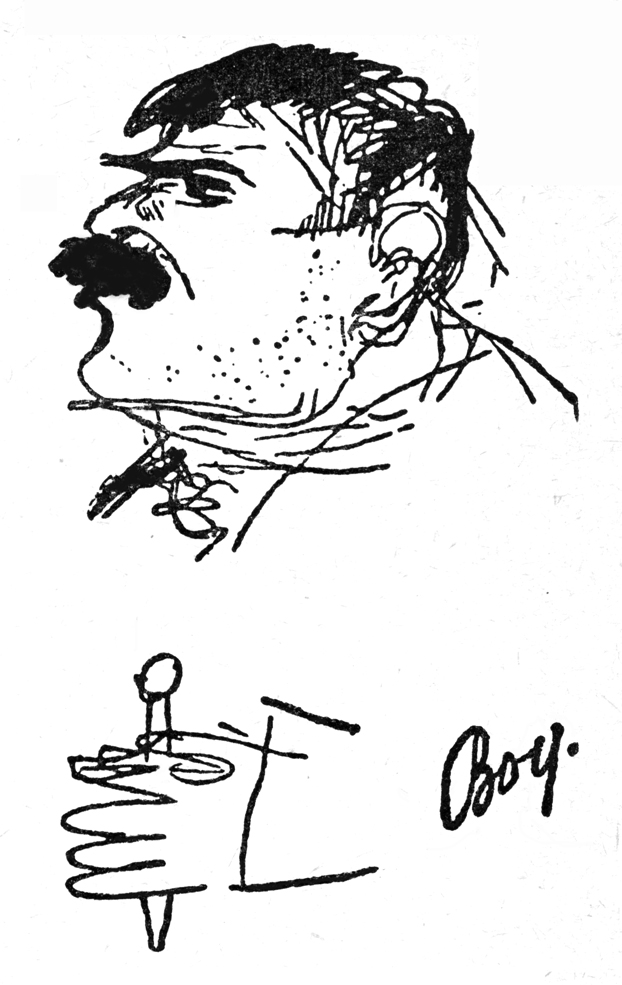
Tadeusz Boy-Zeleński - karikatura Kazimierza Sichulskeho 1920

Tadeusz Kamil Marcjan Żeleński, alias "Boy" (21. prosince 1874 Varšava – 4. července 1941 Lvov) byl jednou z nejdůležitějších postav polské kultury v posledních letech rakousko-uherské monarchie a v meziválečném období. Patřil do okruhu umělců nazývaný Mladé Polsko.

## Život
Byl synem skladatele Władysława Żeleńskeho (1837–1921) a Wandy Grabowské, bratrem architekta Stanisłava Gabriela Żeleńskeho (1873–1914) a bankovního úředníka Edwarda Narcyza Żeleńskeho (1878–1910). Tadeusz Żeleński v letech 1892-1900 studoval medicínu na Jagellonské univerzitě v Krakově. Brzy vstoupil do prostředí krakovské umělecké bohémy, která se setkávala v lokále „Jama Michalikowa“.
Když v roce 1901 nakonec získal lékařský diplom, stal se pediatrem v nemocnici sv. Ludvíka. V roce 1904 se oženil se Sofií Pareńskou (1886–1956), později se stal otcem budoucího herce Stanisława Żeleńskiho (1905–1981).
Když odjel na stipendium do Paříže, začal se zajímat o francouzskou literaturu a zůstal jí pak věrný po celý zbytek života, překládajíc do polštiny nejdůležitější díla této literatury.
Po návratu do země, od roku 1906, založil kabaret „Zielony Balonik“ (Zelený balónek) v „Michalikové Jamĕ“ a psal pro něj satirické texty. V té době též přijal anglickou přezdívku "Boy". Z těchto kabaretních textů vznikla antologie "Słówka" (Slovíčka).
Během první světové války sloužil jako železniční lékař v rakouské armádě. V roce 1919 opustil práci lékaře a byl zaměstnán jako divadelní recenzent v krakovském časopise Czas. Roku 1922 se usadil ve Varšavě, kde se ujal literárního a dramaturgického vedení v Polském divadle. Boy-Żeleński také psal pravidelně recenze divadelních představení ve Varšavě.
Přeložil asi sto děl klasické francouzské literatury, které vycházely v jeho vlastnim nakladatelství. Mezi jím překládanými francouzskými spisovateli a dramatiky byli mimo jiné Honoré de Balzac, Denis Diderot, Anatole France, Molière, Alfred de Musset, Marcel Proust, Stendhal, François Villon či Voltaire.
Začal též psát publicistiku s levicovými sklony, bojoval za práva žen a proti vlivu katolické církve na státní záležitosti. Z těchto textů byly mj. sestaveny knihy:
- Nasi okupanci (Naši okupanti, o zasahování duchovenstva do státních záležitostí)
- Piekło kobiet (Peklo žen, o kriminalizaci zákazu potratu)
- Dziewice konsystorskie (Konsistořskě panny, o zrušení církevních sňatků)

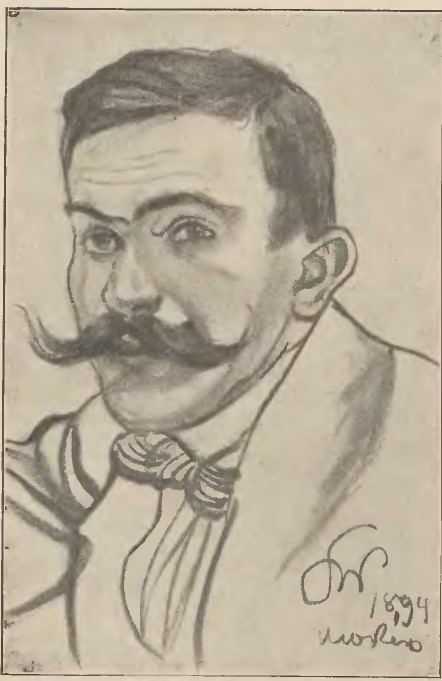
Tadeusz Boy-Zeleński - portrét Stanisława Wyspiańskieho 1894

Po vypuknutí druhé světové války se přestěhoval do Lvova, připojeného k Sovětskému svazu. Zde se stal profesorem francouzské literatury na místní univerzitě.
Po vpádu německé armády do SSSR 22. června 1941 byl zatčen a popraven spolu se skupinou profesorů vysokých škol Lvova.